# Araneus pianmaensis
Espèce
Araneus pianmaensis est une espèce d'araignées aranéomorphes de la famille des Araneidae.

## Distribution
Cette espèce est endémique du Yunnan en Chine,. Elle se rencontre dans le xian de Lushui.

## Description
Le mâle holotype mesure 2,97 mm et la femelle paratype 4,12 mm.

## Systématique et taxinomie
Cette espèce a été décrite par Liu, Li, Mi et Peng en 2022.

## Étymologie
Son nom d'espèce, composé de pianma et du suffixe latin -ensis, « qui vit dans, qui habite », lui a été donné en référence au lieu de sa découverte, Pianma.

## Publication originale
- Liu, Li, Mi & Peng, 2022 : « Three new spider species of Araneus Clerck, 1757 (Araneae, Araneidae) from the Gaoligong Mountains of Yunnan, China. » Zootaxa, no 5200(6), p. 576-586.